# White Cube
White Cube est une galerie d'art contemporain fondée par Jay Jopling à Londres en 1993. Un White Cube a également été conçu en République Démocratique du Congo, à Lusanga.

## Implantations
La galerie possède deux espaces à Londres : White Cube Mason's Yard dans le centre de Londres et White Cube Bermondsey dans le sud-est de Londres ; White Cube Hong Kong dans le Central district de Hong Kong ; White Cube Paris au 10 avenue Matignon à Paris ; et White Cube West Palm Beach qui a ouvert ses portes au 2512 Florida Avenue en 2020, et qui est ouvert de l'hiver au printemps.
À New York, White Cube possède un bureau et des salles d'expositions au 699 Madison Avenue dans l'Upper East Side. En 2023, la galerie ouvrira sa première galerie à New York dans un immeuble des années 1920 sur trois étages au 1002 Madison Avenue.
| - White Cube Bermondsey, London - White Cube Mason's Yard, London - White Cube Paris - White Cube Hong Kong |

À Lusanga, le 21 avril 2017, le Cercle d'art des travailleurs de plantation congolaise a inauguré avec l'IHA un White Cube sur le site de la toute première plantation d'huile de palme d'Unilever, anciennement Leverville au Congo. Conçu par  l'agence d'architecture néerlandaise OMA, ce White Cube est l'élément emblématique du Centre International de Recherche sur l'Inégalité Artistique et Économique de Lusanga (LIRCAEI). Le lancement de ce musée mondial a eu lieu en 2021.

## Artistes
Parmi les artistes représentés dans la galerie : 
- David Altmejd (depuis 2018)[8]
- Ellen Altfest
- Chuck Close
- Julie Curtiss (depuis 2020)[9]
- Gilbert and George
- Louise Giovanelli (depuis 2022)[10]
- Antony Gormley
- Andreas Gursky
- Mona Hatoum
- Anselm Kiefer
- Rachel Kneebone
- Julie Mehretu
- Sarah Morris
- Gabriel Orozco
- Doris Salcedo
- Danh Vo (depuis 2018)[11]
- Jeff Wall
- Beatriz Milhazes
- Cerith Wyn Evans
- Christine Ay Tjoe (depuis 2018)
- Cinga Samson
- Damien Hirst
- Dóra Maurer
- Eddie Peake
- Georg Baselitz
- Ibrahim Mahama
- Michael Armitage
- Raqib Shaw
- Theaster Gates
- Tracey Emin
- Virginia Overton

## Successions
La galerie gère des successions d'artistes, notamment celles de :  
- Isamu Noguchi (depuis 2021)[12]
- Bram Bogart (depuis 2019)
- Al Held (depuis 2018)[13]
- Takis (depuis 2020)[14]